# Ostedes laosensis
Ostedes laosensis är en skalbaggsart som beskrevs av Stefan von Breuning 1963. Ostedes laosensis ingår i släktet Ostedes och familjen långhorningar.
Artens utbredningsområde är Laos. Inga underarter finns listade i Catalogue of Life.